# قائمة أعضاء فوربس 400
قائمة فوربس لأغنى 400 أمريكي هي قائمة نشرت للمرة الأولى في عام 1982 مرتبة الأغنياء حسب صافي الثروة. تنشر هذه القائمة في شهر سبتمبر من كل عام، لذلك يمكن أن تشير قائمة أعضاء فوربس 400 إلى أي قائمة نشرت منذ بداية النشر إلى العام الحالي. بلغت مجموع صافي ثروة رجال الأعمال المذكورين في قائمة فوربس 400 لعام 2016 ما يقارب 2.4 تريليون دولار، بينما كانت صافي الثروة في عام 2013 حوالي 2 تريليون دولار.
بلغ متوسط ثروة المستثمرين المذكورين في قائمة فوربس 400 عام 2016 حوالي 6 مليار دولار. بلغت ثروة آخر الأعضاء في القائمة 1.7 مليار دولار. اعتبارا من مارس 2015، كان يوجد 536 ملياردير في الولايات المتحدة.

## فوربس 400
القائمة التالية تذكر أغنى 20 أمريكي في العالم في عام 2016:
| عنوان تفسيري | عنوان تفسيري                |
| الرمز        | الوصف                       |
| ------------ | --------------------------- |
|              | لم يتغير مركزه منذ عام 2014 |
| ▲            | ازداد مركزه منذ عام 2014    |
| ▼            | نقص مركزه منذ عام 2014      |

| #   | الاسم             | صافي الثروة (دولار أمريكي) | مصدر الثروة                       |
| --- | ----------------- | -------------------------- | --------------------------------- |
| 1   | بيل جيتس          | 81 مليار دولار أمريكي ▼    | مايكروسوفت، شركة كاسكيد للاستثمار |
| 2▲  | جيف بيزوس         | 67 مليار دولار أمريكي ▼    | أمازون.كوم                        |
| 3▼  | وارن بافت         | 65.5 مليار دولار أمريكي ▼  | بيركشاير هاثاواي                  |
| 4   | مارك زوكربيرج     | 55.5 مليار دولار أمريكي ▲  | فيس بوك                           |
| 5   | لاري إليسون       | 49.3 مليار دولار أمريكي ▼  | شركة أوراكل                       |
| 6▲  | مايكل بلومبرغ     | 45 مليار دولار أمريكي ▲    | سلسلة شركات بلومبرغ               |
| 7▼  | تشارلز كوك        | 42 مليار دولار أمريكي ▼    | صناعات كوك                        |
| 8▼  | ديفيد كوك         | 42 مليار دولار أمريكي ▼    | صناعات كوك                        |
| 9   | لاري بايج         | 38.5 مليار دولار أمريكي ▼  | جوجل                              |
| 10  | سيرجي برين        | 37.5 مليار دولار أمريكي ▼  | جوجل                              |
| 11  | جيم والتون        | 35.6 مليار دولار أمريكي ▲  | شركة وول مارت                     |
| 12▲ | سام والتون        | 35.5 مليار دولار أمريكي ▲  | شركة وول مارت                     |
| 13▼ | أليس والتون       | 35.4 مليار دولار أمريكي ▲  | شركة وول مارت                     |
| 14▲ | شيلدون أديلسون    | 31.8 مليار دولار أمريكي ▲  | كازينو لاس فيجاس ساند             |
| 15▲ | ستيف بالمر        | 27.5 مليار دولار أمريكي ▲  | مايكروسوفت                        |
| 16▲ | جاكلين مارس       | 27 مليار دولار أمريكي ▲    | شركة مارس المتحدة                 |
| 17▲ | جون فرانكلين مارس | 27 مليار دولار أمريكي ▲    | شركة مارس المتحدة                 |
| 18▲ | فيل نايت          | 25.5 مليار دولار أمريكي ▲  | نايكي                             |
| 19▼ | جورج سوروس        | 24.9 مليار دولار أمريكي ▲  | شركة سوروس للإستثمار              |
| 20▲ | مايكل ديل         | 20 مليار دولار أمريكي ▲    | ديل                               |

## الصور
فيما يلي نستعرض صور لأغني الشخصيات الأمريكية

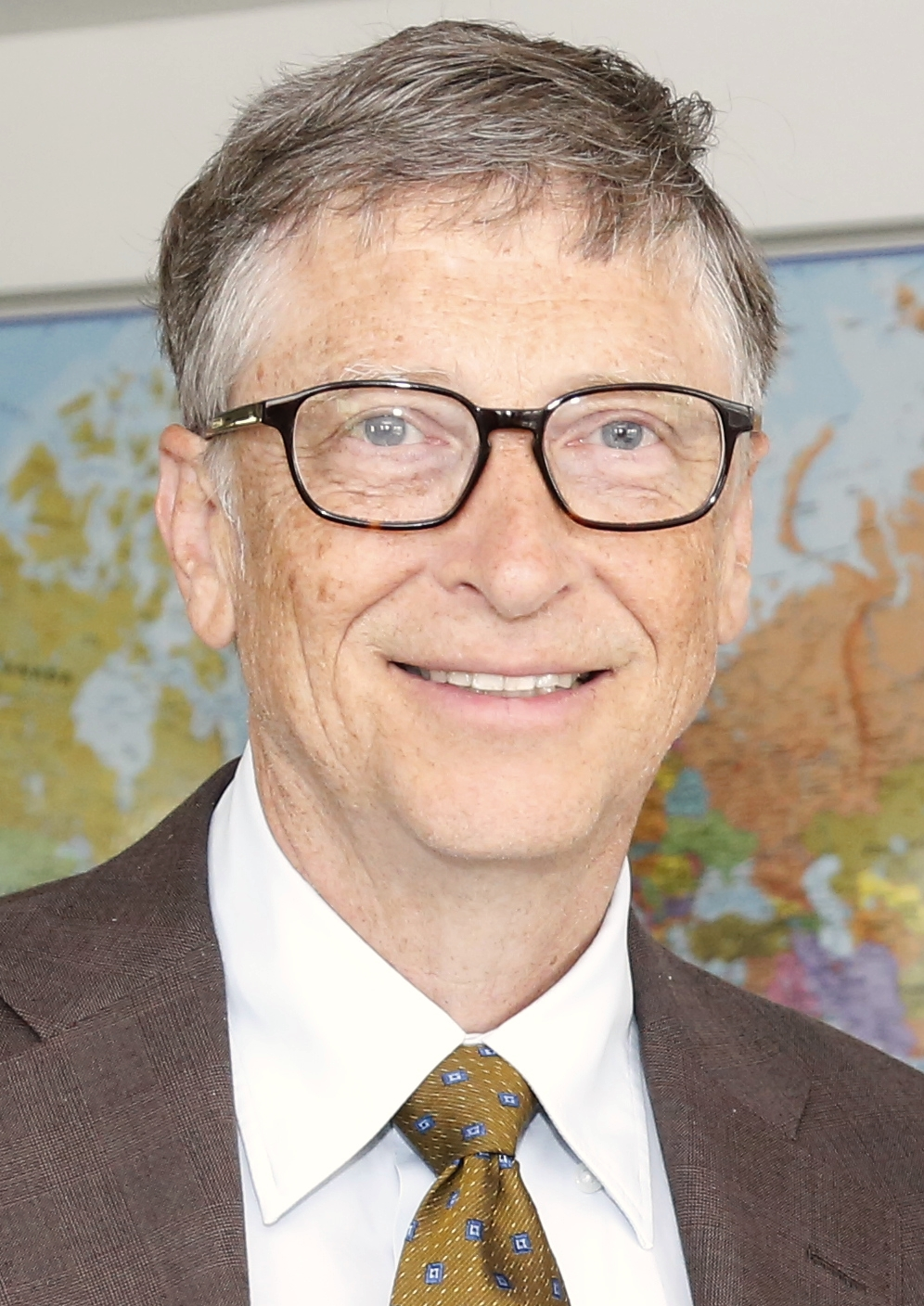
يعتبر بيل جيتس هو أغنى أمريكي
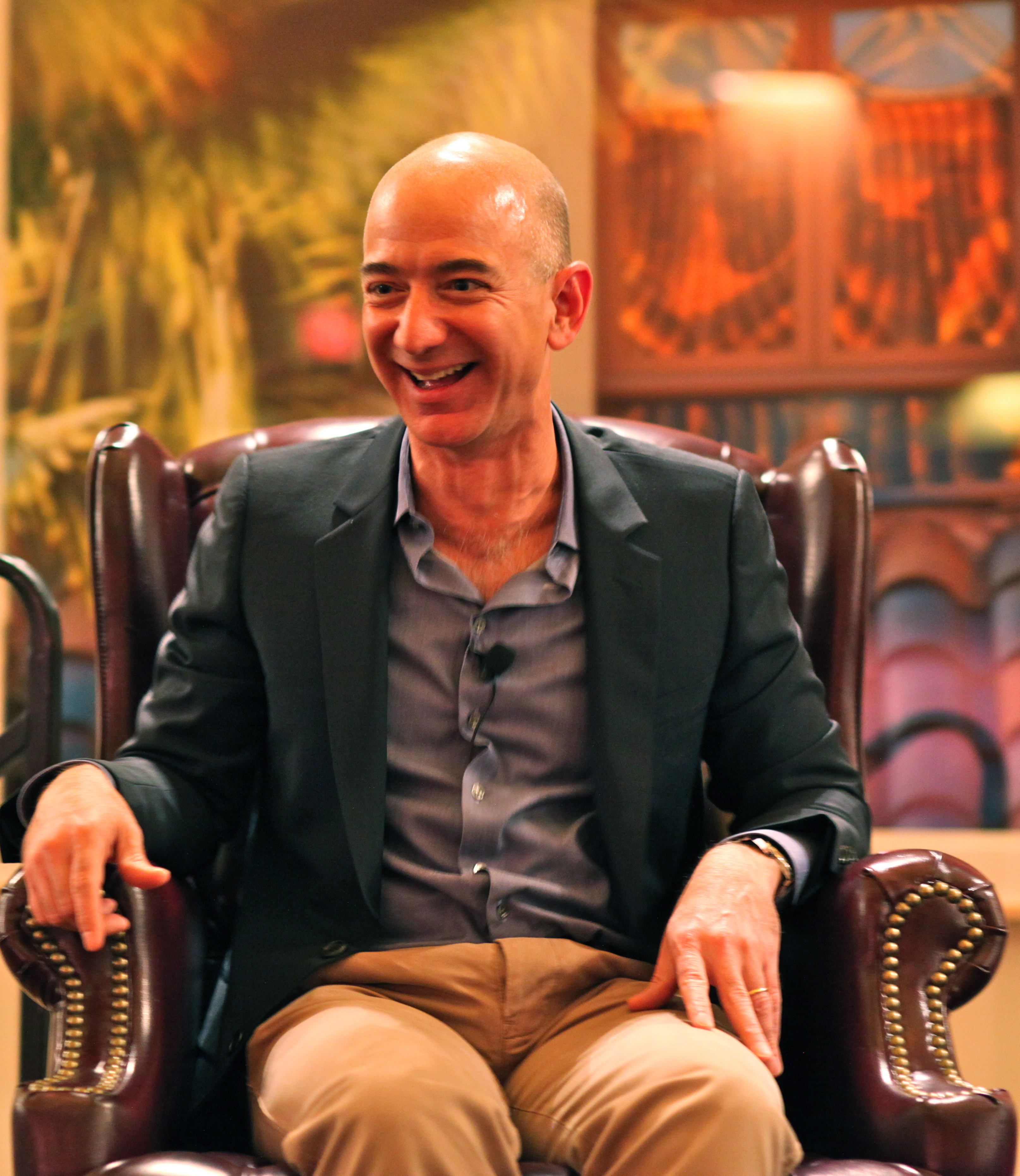
يأتي جيف بيزوس في المركز الثاني
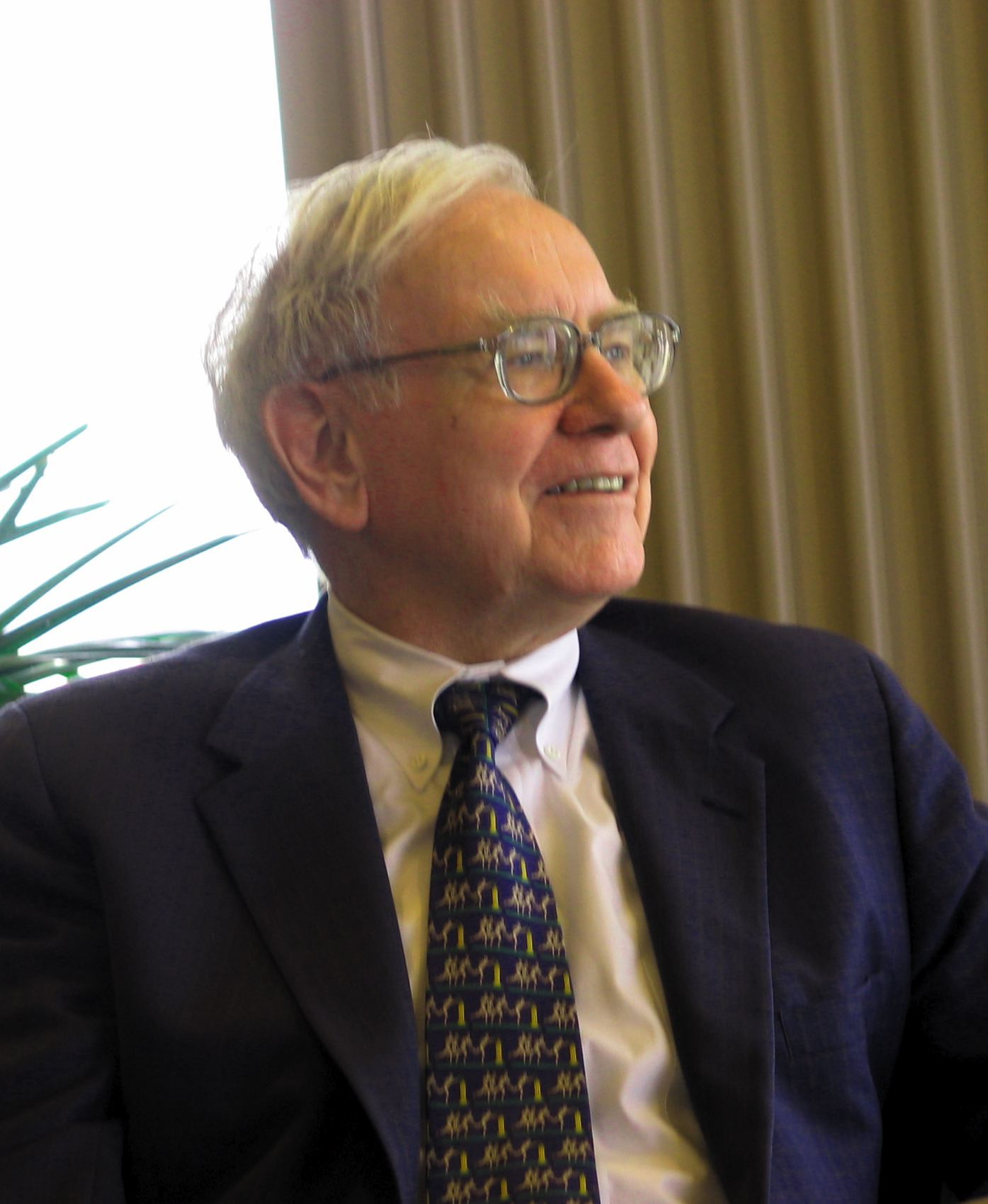
يأتي وارن بافت في المركز الثالث
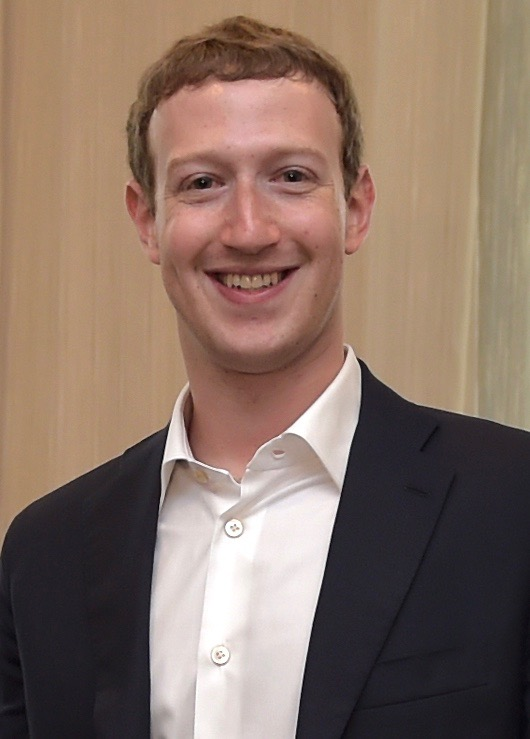
يأتي مارك زوكربيرج في المركز الرابع
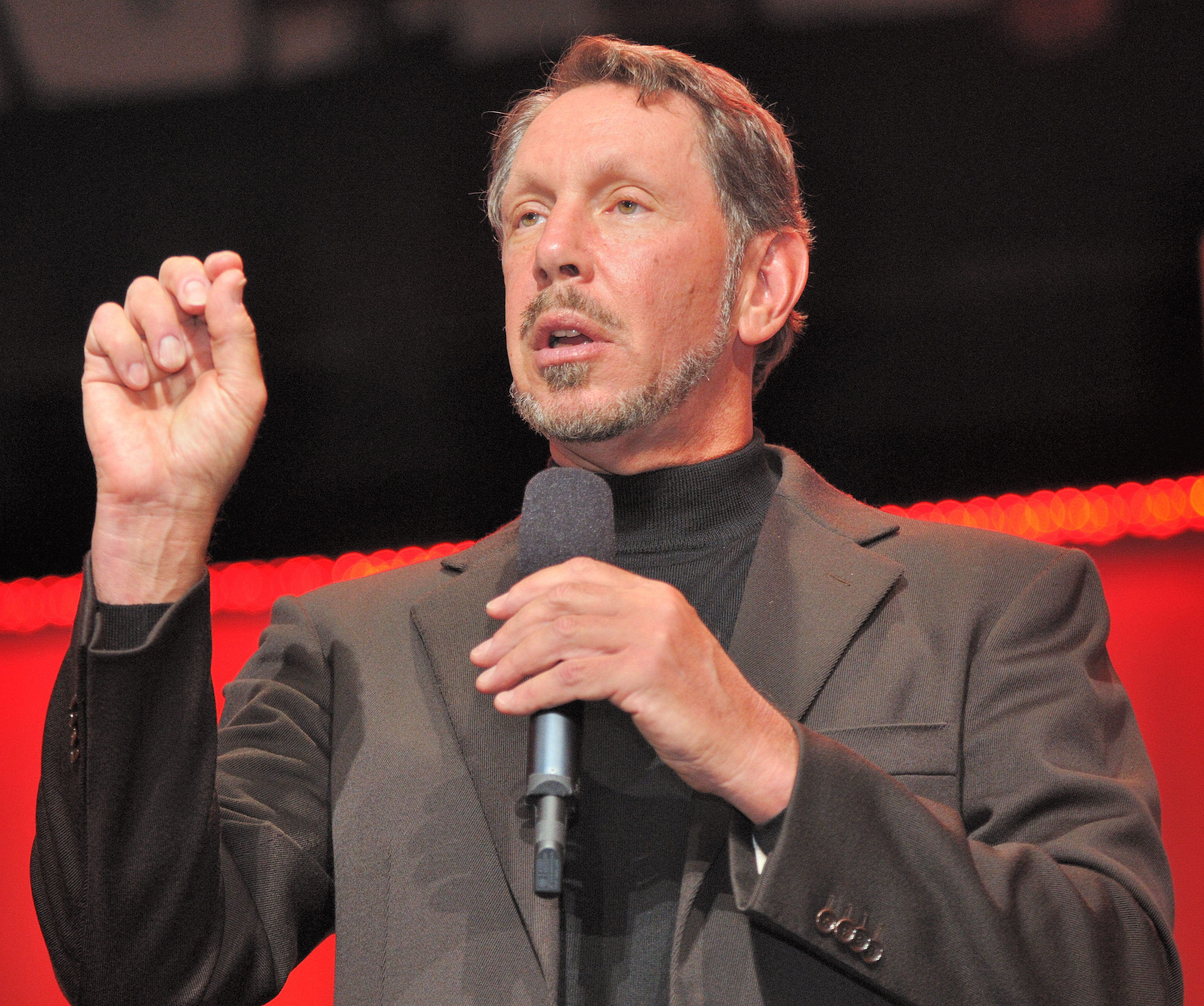
يأتيلاري إليسون مؤسس شركة أوراكل في المركز الخامس
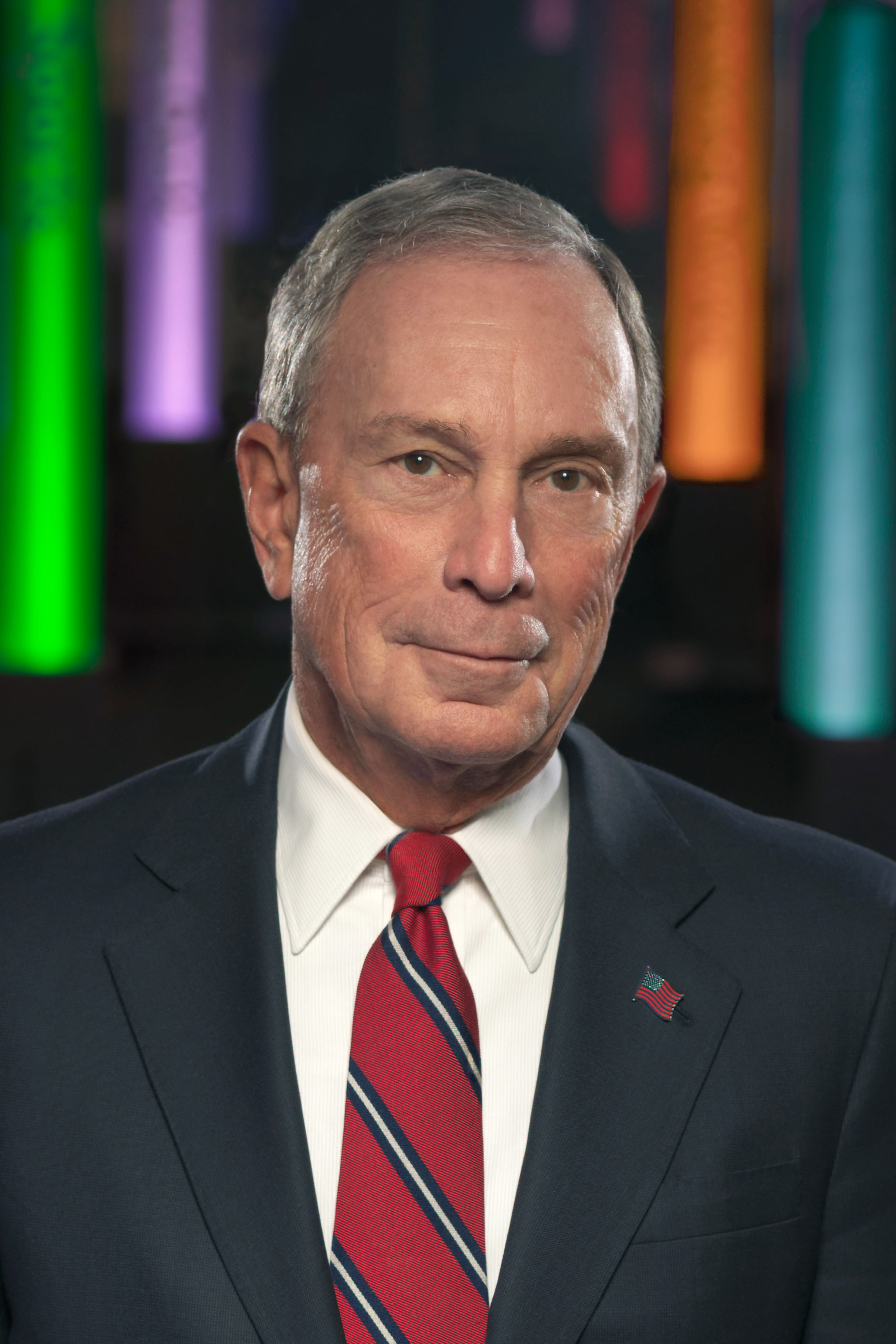
يأتي مايكل بلومبرغ في المركز السادس
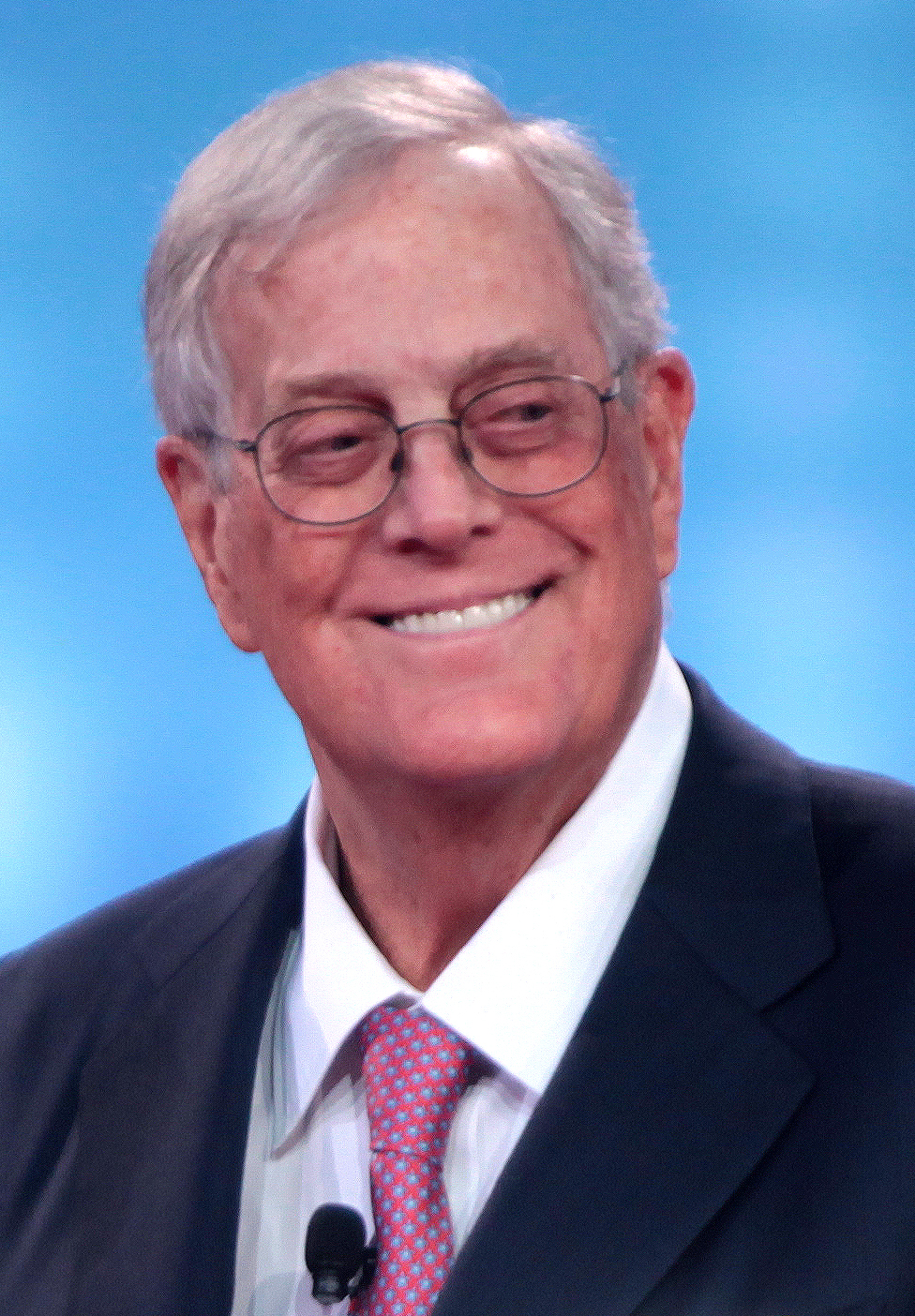
يأتي ديفيد كوك في المركز الثامن
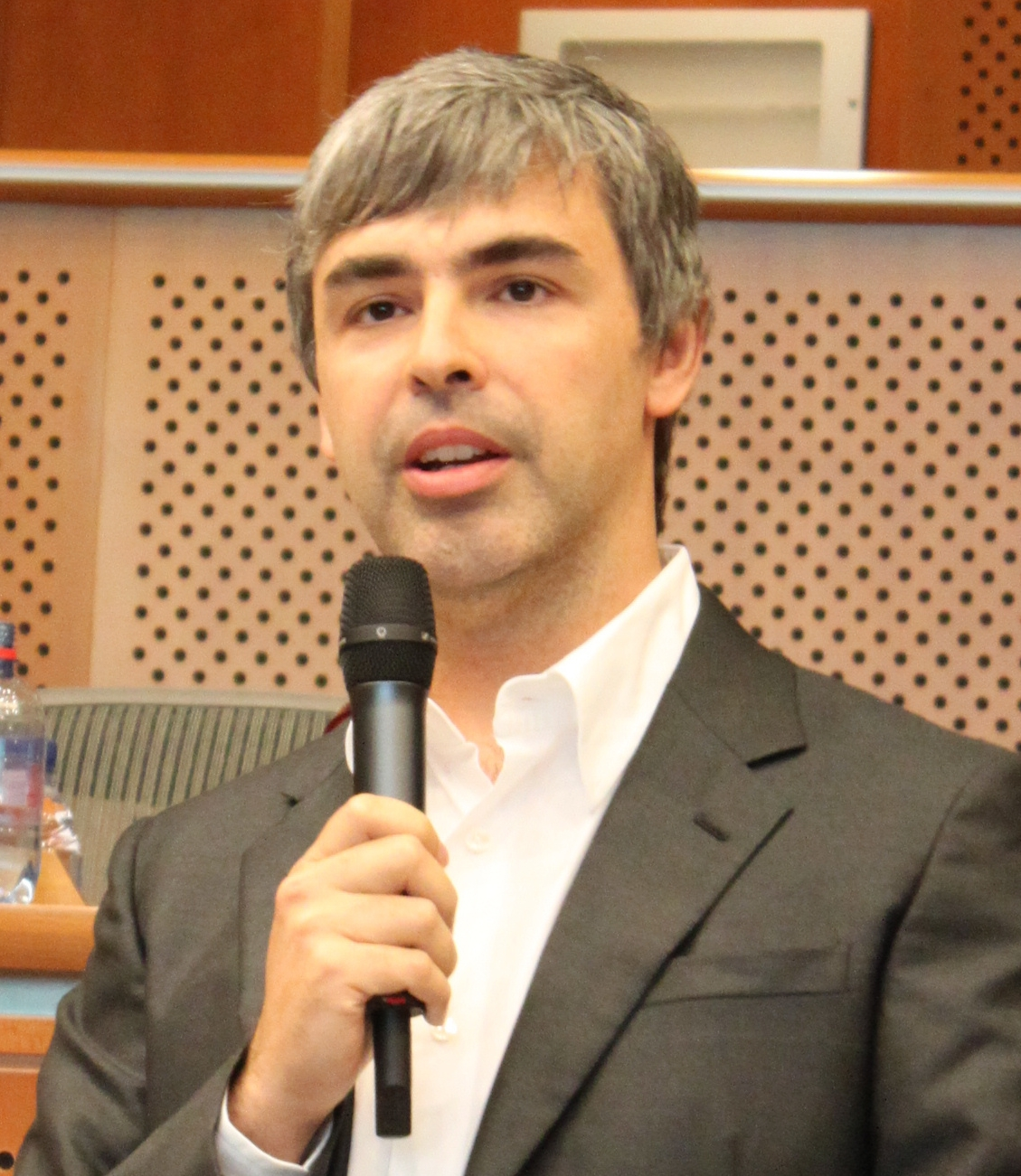
يأتي لاري بايج في المركز التاسع
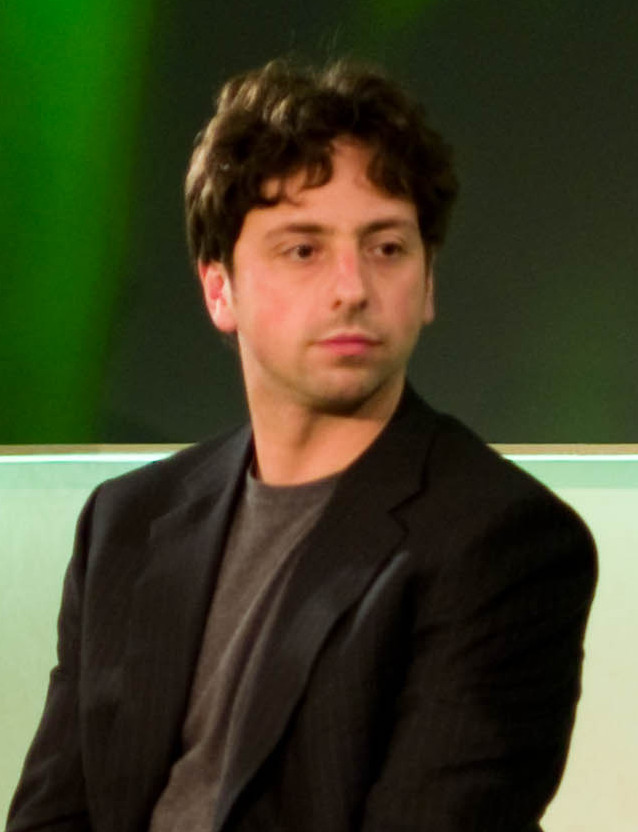
يأتي سيرجي برين في المركز العاشر
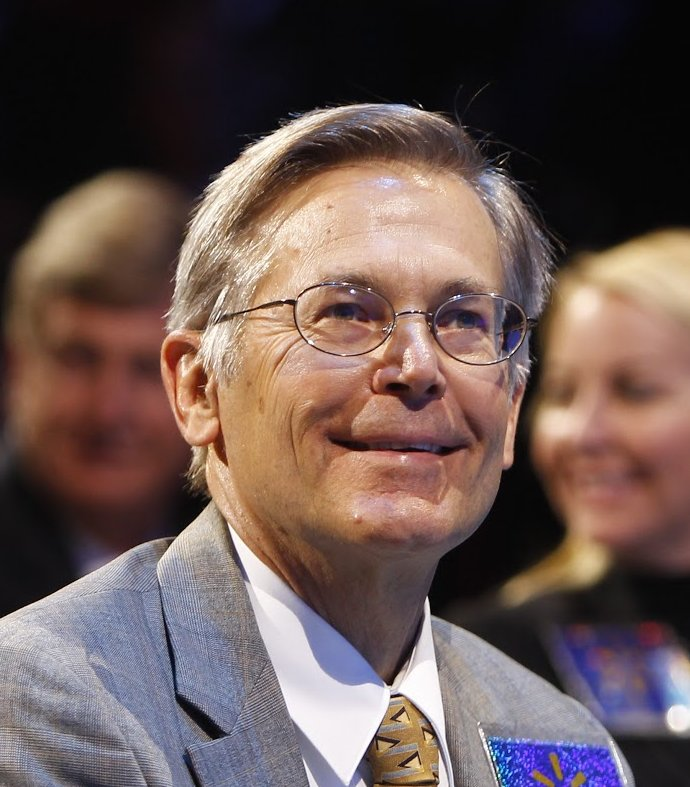
يأتي جيم والتون في المركز الحادي عشر
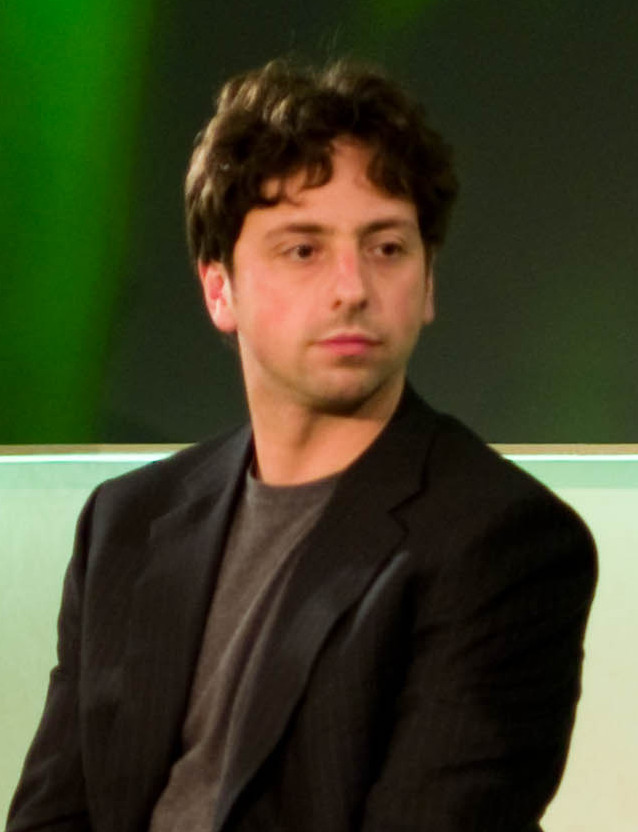
يأتي سام والتون في المركز الثاني عشر
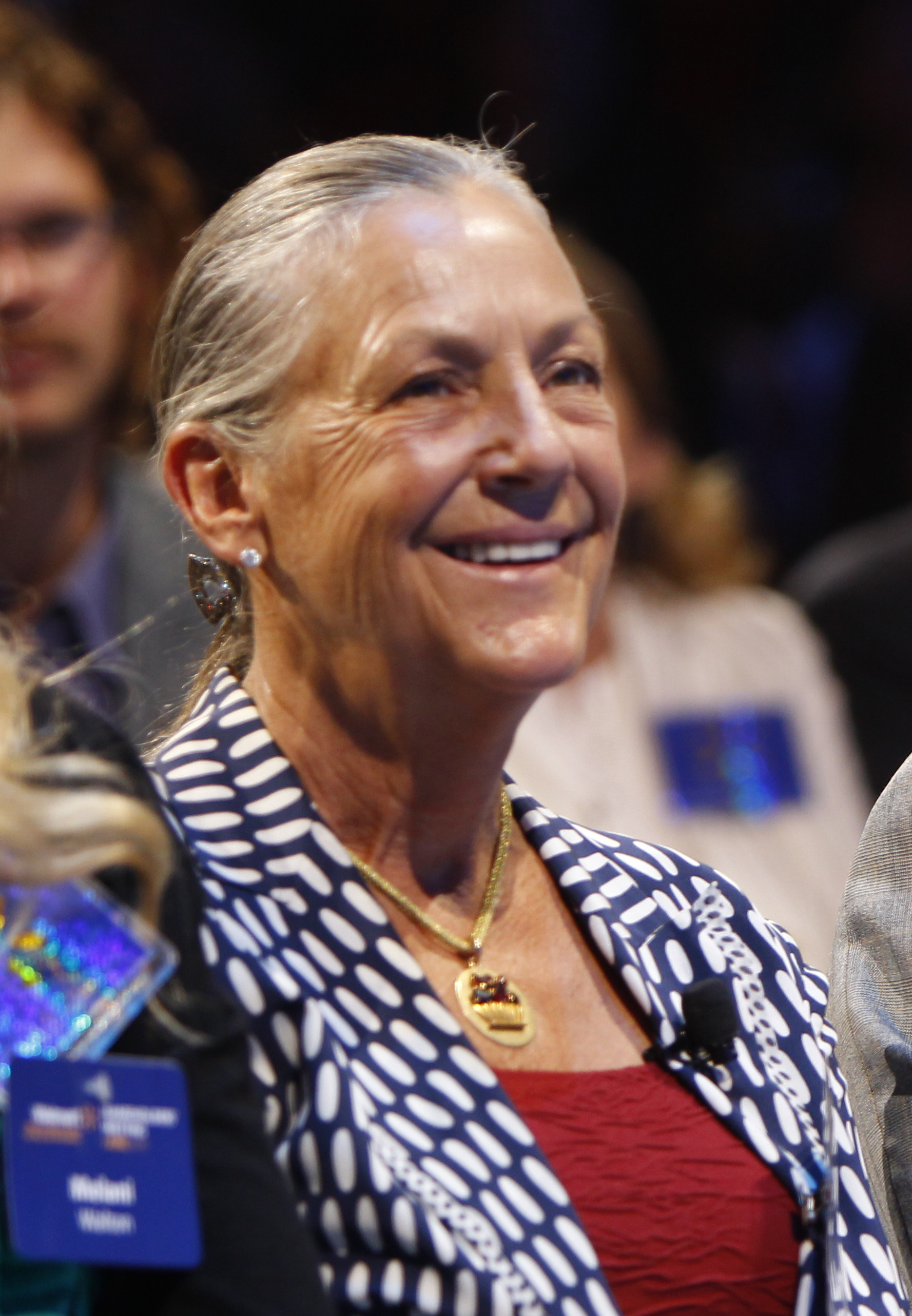
يأتي أليس والتون في المركز الثالث عشر
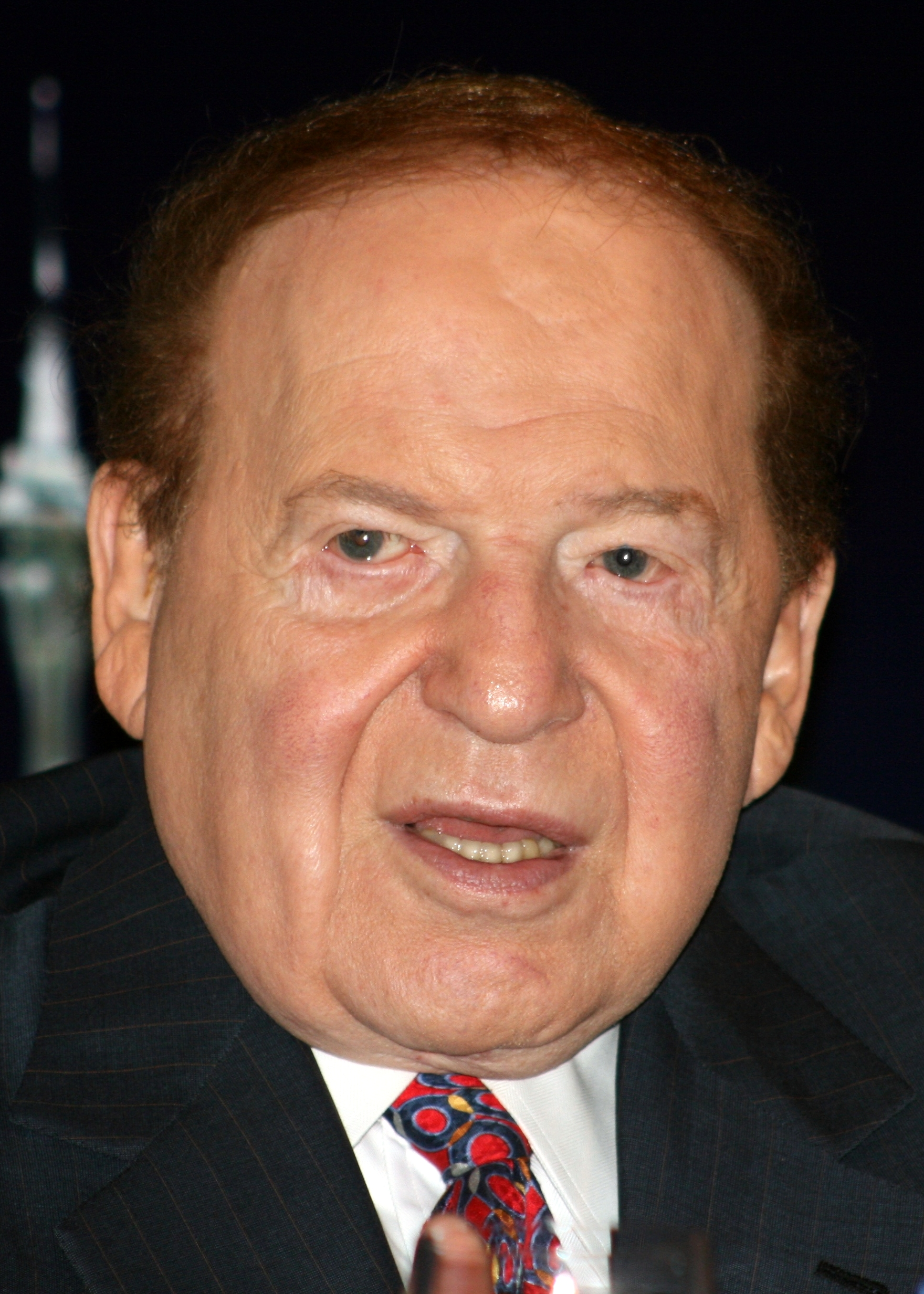
يأتي شيلدون أديلسون في المركز الرابع عشر
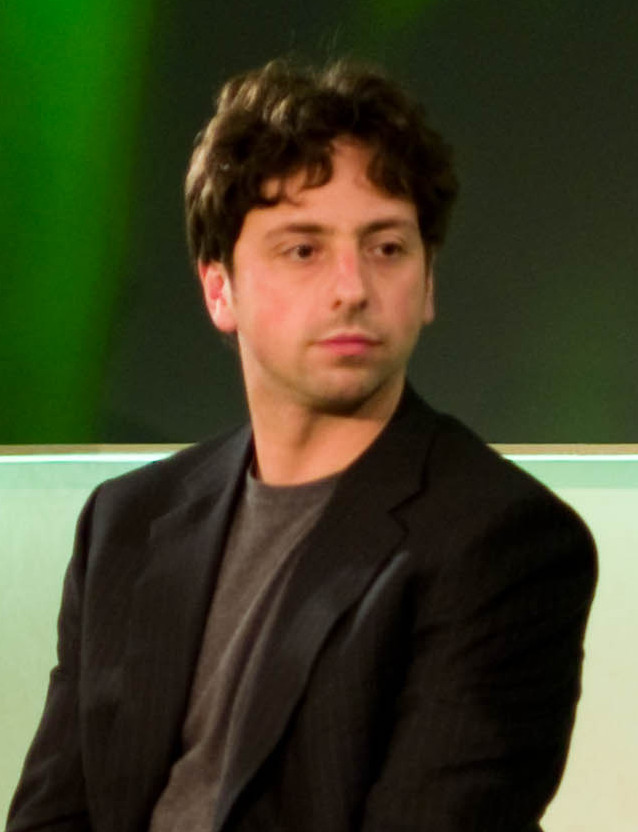
يأتي ستيف بالمر في المركز الخامس عشر
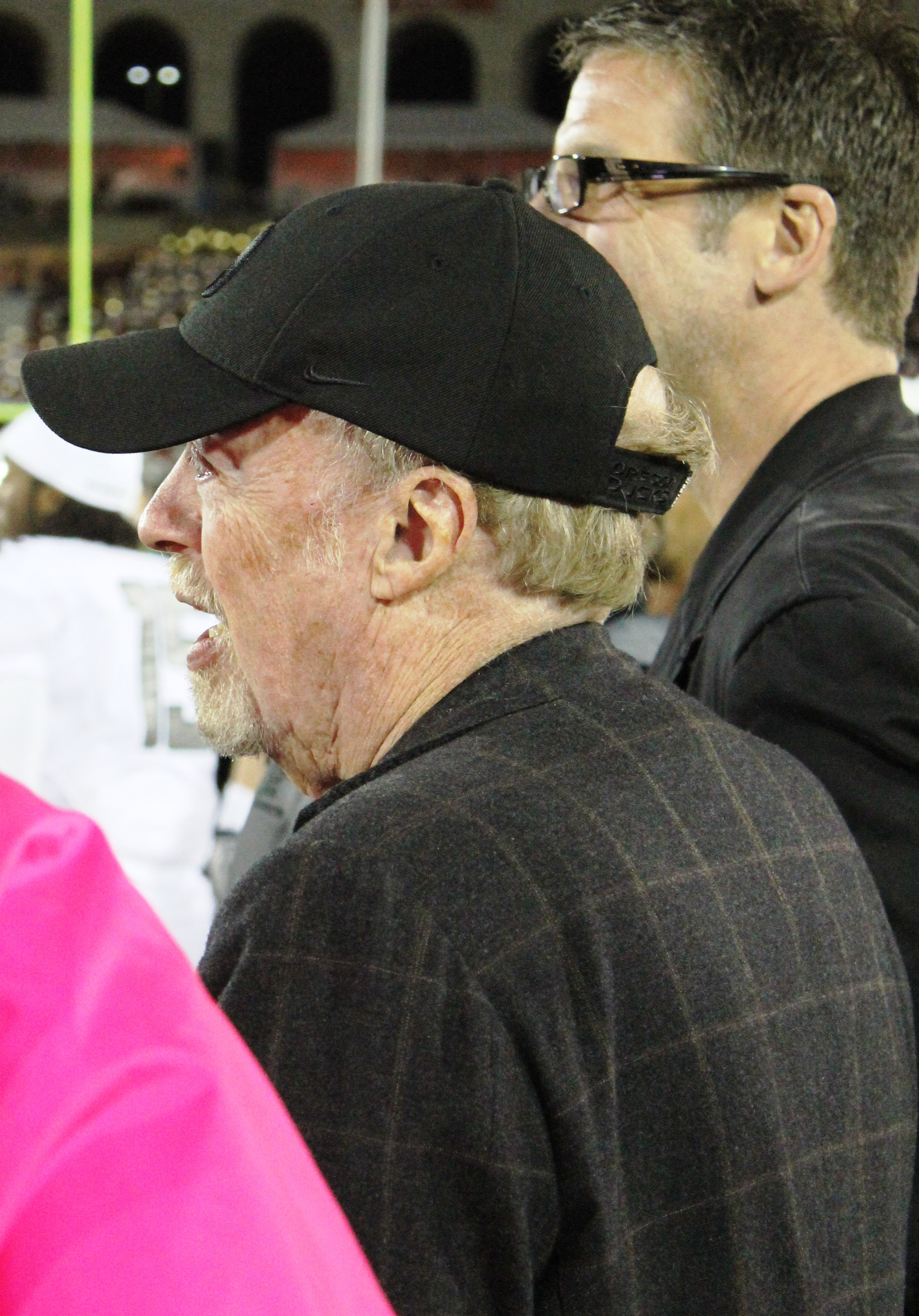
يأتي فيل نايت في المركز الثامن عشر
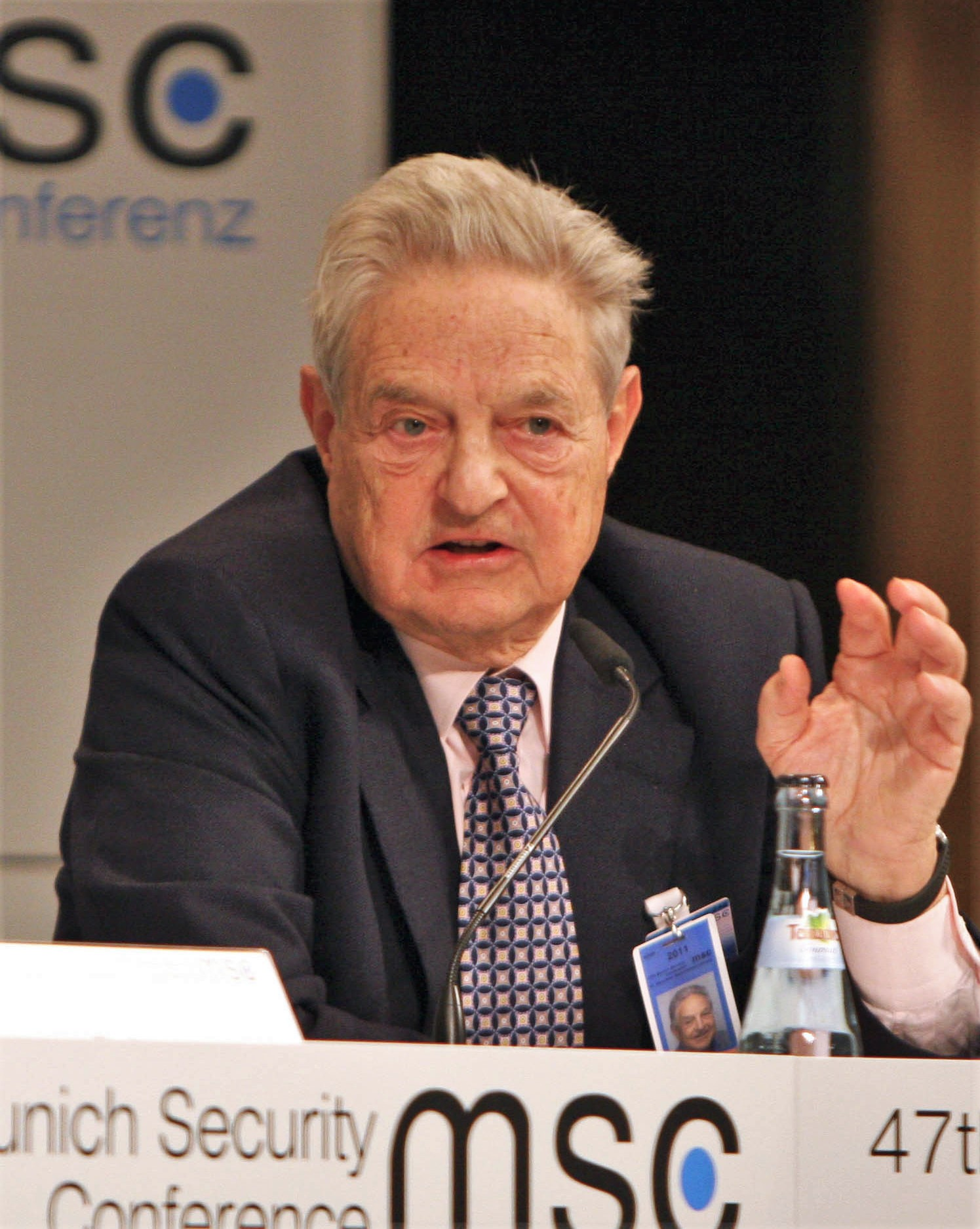
يأتي جورج سوروس في المركز التاسع عشر
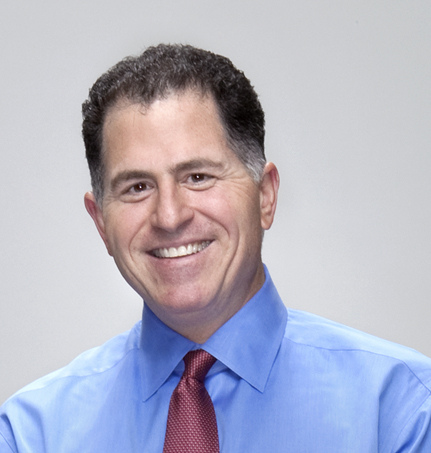
يأتي مايكل ديل في المركز العشرين

## وصلات خارجية
- الموقع الرسمي.
- صورة نشرتها قائمة فوربس 400 يمتلك من فيها 126 مليار دولار.
- أغنى 10 أمريكان لعام 2016.
- فوربس 400 لعام 2015.
- فوربس 400 لعام 2016.